# 相變化記憶體
相變化記憶體（英語：Phase-change memory，簡稱PCM, PRAM, PCRAM, CRAM），又譯為相變位記憶體，是一種非易失性存储器裝置。PRAM使用含一種或多種硫族化物的玻璃（Chalcogenide glass）製成，目前的主流為GeSbTe系合金。硫屬玻璃的特性是，經由加熱可以改變它的狀態，成為晶體（Crystalline）或非晶體（Amorphous）。這些不同狀態具有相應的電阻值。因此 PRAM 可以用來存儲不同的數值。
它是未來可能取代快閃記憶體的技術之一。

## 發展狀況
Intel在2003年開始進行研發。
目前研究的單位有 Intel，Samsung，Macronix，Advanced Memory Corp.

## 外部連結
- 攻克相变存储 PCM芯片比当前闪存快100倍 （页面存档备份，存于）